# ميخائيل بالمر (لاعب كرة قدم كندية)
ميخائيل بالمر هو لاعب كرة قدم كندية كندي، ولد في 30 أكتوبر 1980 في ريتشموند في كندا.